# Pressòstat

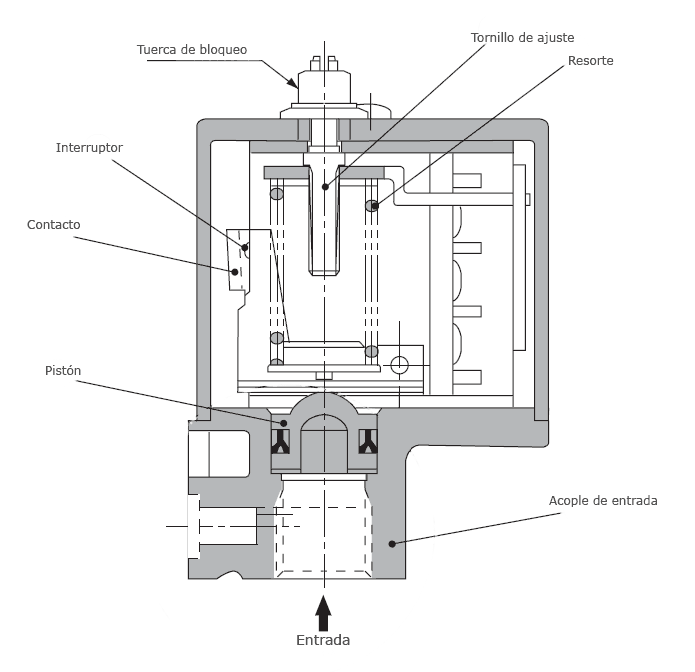
Digrama d'un pressòstat.

El  pressòstat, també conegut com a interruptor de pressió, és un aparell que tanca o obre un circuit elèctric depenent de la pressió a la qual arriba el fluid que hi circula.

## Tipus
Els tipus de pressòstats varien depenent del rang de pressió al qual poden ser ajustats, de la temperatura de treball i del tipus de fluid del que poden mesurar la pressió (líquids o gasosos).
Segons el seu funcionament hi pot haver diversos tipus de pressòstats:
Pressòstat diferencial dual: Funciona segons un rang de pressions, normalment ajustable, des d'una pressió alta o màxima, fins a una pressió baixa o mínima, fent obrir o tancar un circuit elèctric que forma part del circuit de control d'un element d'accionament elèctric, generalment un motor.
Pressòstat diferencial d'alta: Obre un circuit elèctric quan se supera la pressió màxima estipulada per al circuit sota pressió, el rearmament pot ser manual o automàtic.
Pressòstat diferencial de baixa: Tanca un circuit elèctric quan s'arriba a la pressió mínima que s'ha estipulat per al circuit sota pressió, el rearmament pot ser manual o automàtic.

## Funcionament
Per a detectar la pressió del fluid, el pressòstat té un element sensor (càpsula, tub de Bourdon, diafragma o pistó) que es deforma o desplaça proporcionalment a la pressió aplicada. El moviment resultant es transmet, ja sigui directament o mitjançant palanques d'amplificació, a un conjunt de contactes de l'interruptor. Atès que la pressió pot variar lentament i els contactes han d'operar ràpidament, s'utilitza algun tipus de mecanisme, com un interruptor d'acció ràpida miniaturitzat, a fi d'assegurar una operació ràpida dels contactes. Els pressòstats més sensibles fan servir interruptors de mercuri muntats en un tub de Bourdon.

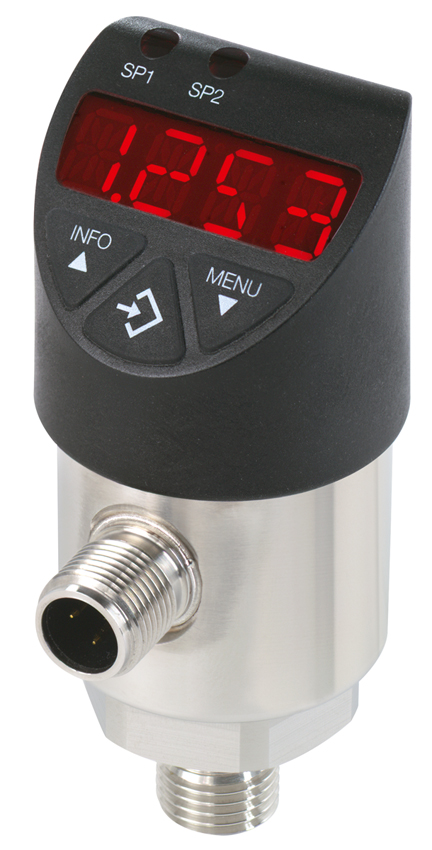
Pressòstat amb pantalla digital

Els pressòstats es poden ajustar, movent els contactes o ajustant la tensió amb un ressort de contrapès. Els pressòstats industrials solen tenir una escala calibrada i un punter que indica el punt de commutació. Els pressòstats tenen un llindar al voltant del seu punt de dispar en què petites variacions de pressió no canvien l'estat dels contactes. Alguns models permeten ajustar aquest diferencial.
Alguns pressòstats es poden emprar responent a la diferència entre dues pressions. Aquests pressòstats són útils quan la diferència és significativa, per exemple per detectar un filtre obstruït en un sistema de subministrament d'aigua. Aquests pressòstats s'han de dissenyar per respondre només a la diferència desitjada i no donar errors actuant davant d'oscil·lacions normals en la pressió.
Els contactes del pressòstat poden estar calibrats des de dècimes d'ampere fins a uns com 15 amperes, amb ajustos més petits en els pressòstats més sensibles. Normalment el pressòstat activa un relé o un altre control, però alguns models poden controlar directament petits motors elèctrics o altres dispositius. Com que els elements interns del pressòstat estan exposats al fluid a controlar, han de ser d'un material que sigui resistent i durable, i alhora compatible amb els fluids en procés. Per exemple, els diafragmes de goma que s'utilitzen normalment en contacte amb l'aigua es degraden ràpidament si es fan servir en un sistema que conté oli mineral.
Els pressòstats dissenyats per al seu ús en àrees perilloses, com ara zones amb gasos inflamables, han de ser hermètics per evitar que un arc elèctric entre els contactes que pogués provocar la ignició del gas circumdant. Les carcasses d'alguns models també estan dissenyades per a ser resistents a la intempèrie, resistents a la corrosió o submergibles.
Un pressòstats electrònics incorporen algun tipus de transductor de pressió (calibrador de tensió, element capacitiu, o altres) i un circuit intern que compara la pressió mesurada amb un valor de consigna. Els pressòstats electrònics solen tenir una millor repetibilitat, exactitud i precisió que els mecànics.

## Usos

### Pneumàtica
Usos dels pressòstats pneumàtics:
- Connexió d'un compressor d'aire d'accionament elèctric quan el dipòsit d'aire no té la pressió necessària.
- Desconnexió d'un compressor d'aire quan arriba a una pressió màxima predeterminada .
- Control de càrrega de les cèl·lules en la fabricació de bateries.
- Encesa i apagat dels llums d'alarma a la cabina d'una aeronau si la pressió de cabina (basada en l'altitud) és excessivament baixa.
- Tubs pneumàtics enterrats que activen els interruptors quan hi passa un vehicle pel damunt, utilitzats per exemple per a recompte de trànsit i en les carreteres.

### Hidràulica
Els pressòstats hidràulics tenen diversos usos en els automòbils, per exemple:
- En la instal·lació d'aigua corrent d'un vaixell o d'una casa, la bomba d'aigua que genera la pressió necessària, està controlada per un pressòstat diferencial que es dispara quan s'obre una aixeta i s'atura en arribar a una pressió prefixada.
- Per posar en funcionament una bomba d'aigua domèstica per a bombar automàticament aigua des d'un pou o dipòsit quan baixa la pressió de la canyeria.
- Per encendre un llum d'alarma si la pressió d'oli del motor és inferior a un nivell segur.
- Per controlar l'engranatge dels convertidor de parell dels cotxes amb transmissió automàtica.